# ワールド・トレード・センター (コロンボ)
ワールド・トレード・センター（英語: World Trade Center、またはWTCコロンボ、WTCC）は、スリランカのコロンボにある超高層ビルである。

## 概要
高さ152 m、40階建ての東棟と西棟からなるツインタワーである。経済の中心地であるフォート地区に位置しており、コロンボ証券取引所を始め、多くの有力企業が入居している。2019年にロータス・タワーが出来るまで、長らくスリランカで最も高い建築物であった。
建物の管理はOverseas Realty Ceylon plc (ORCPLC) により行われている。ORCPLCはMireka Capital Land (pvt) Ltdの一部で、同社はアジアでも有数の大型居住施設計画ハーベロック・シティを手掛けている。    
1997年10月12日の開業は、当時の大統領チャンドリカ・クマーラトゥンガにより執り行われた。